# Orchideenmantis
Die Orchideenmantis (Hymenopus coronatus), auch Kronenfangschrecke genannt, ist eine in Südostasien verbreitete Fangschreckenart. Sie lebt im mittleren und höheren Laub- und Blütenwerk und ernährt sich dort von nektarsuchenden Insekten, die durch das blütenähnliche Aussehen der Fangschrecke erst angelockt werden.

## Merkmale

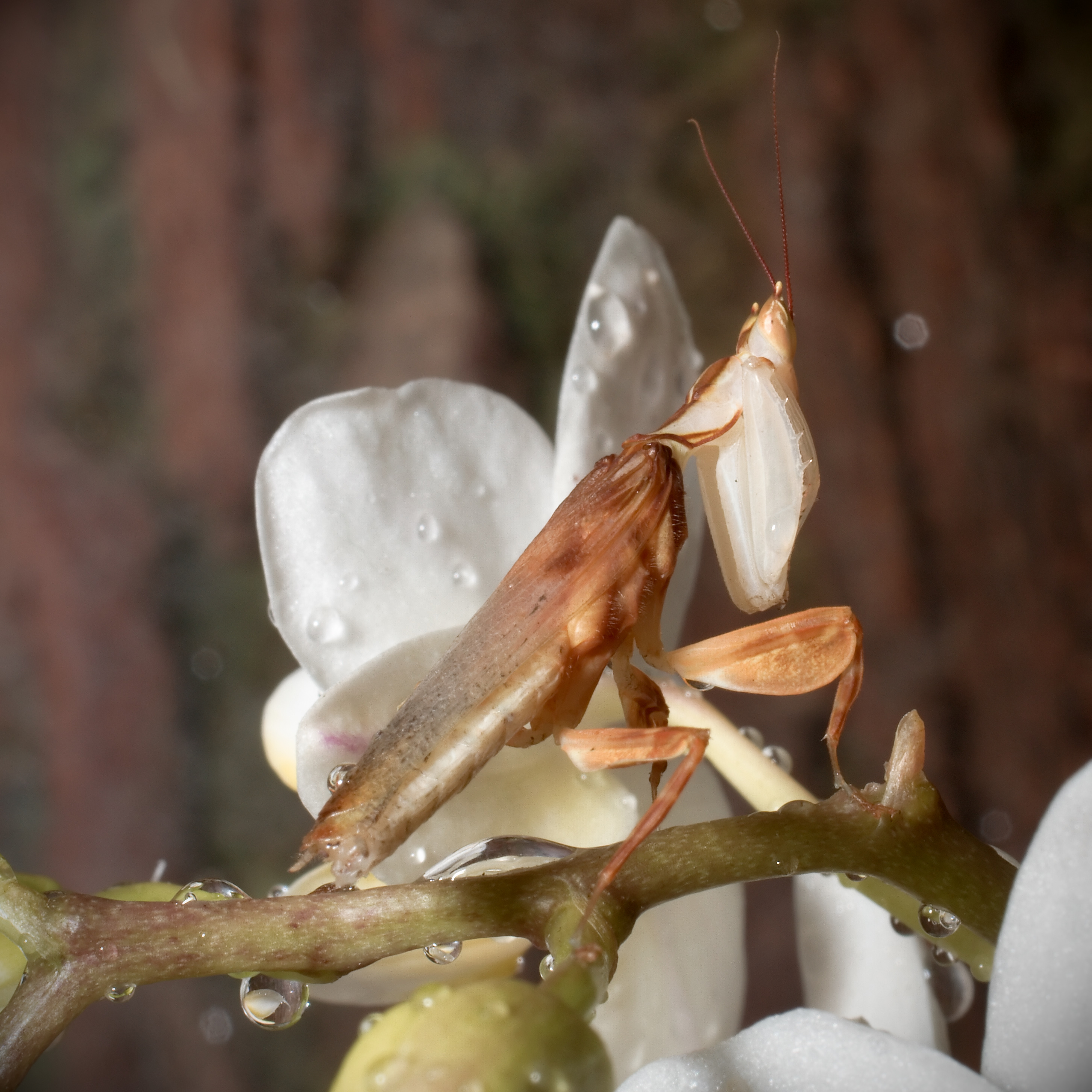
Männchen

Die Orchideenmantis erreicht eine für Fangschrecken durchschnittliche Größe. Auffällig ist allerdings der starke Geschlechtsdimorphismus in Bezug auf die Körpergröße. Während die Weibchen eine Körperlänge von etwa 60 Millimetern erreichen, werden die Männchen nur halb so lang und sind auch wesentlich schlanker. Wie die meisten Vertreter der Familie Hymenopodidae ist diese Art an das Leben auf Blüten angepasst und zeigt eine gute Mimese. Die Tiere sind weißlich mit pinkfarbenen, roten, violetten, manchmal sogar braunen Farbansätzen und besitzen zahlreiche Verbreiterungen (Loben) an ihren Beinen. Diese fehlen an den Fangarmen, ihrem Hinterleib und Thorax. Sie besitzen konische, über ihren Kopf hinausragende Facettenaugen, zwischen denen sich ein lobenartiger Fortsatz befindet, und einen kurzen, verbreiterten Thorax. Die Fangarme beider Geschlechter sind recht kräftig und ermöglichen den Tieren auch relativ große und kräftige Beutetiere zu überwältigen. Insgesamt wirkt die Orchideenmantis eher gedrungen. Beide Geschlechter sind flugfähig, die Flugfähigkeit der Männchen ist jedoch deutlich besser als die der Weibchen, letztere fliegen nur in Notsituationen. Die Deckflügel der Männchen sind transparent, die der Weibchen undurchsichtig und hinten gelblich gefärbt. Außerdem zeigen männliche Tiere eine generell dunklere Färbung.

## Verbreitung
Aufgrund ihrer Seltenheit gibt es einerseits keine systematische Erhebung der Populationen von Hymenopus coronatus und andererseits nur wenige Informationen über Mikrohabitate oder ihre feinskalige, extrem große und variable Verteilung. Die Kronenfangschrecke ist weit in den Regenwäldern Süd- und Südostasiens verbreitet. So erstreckt sich ihr Verbreitungsgebiet ausgehend von Westindien sowie Nord-Ost-Indien über Myanmar, Laos, Vietnam, Kambodscha, Thailand und Westmalaysia bis hin zu weiten Teilen Indonesiens – den Großen Sundainseln. Demzufolge wurde ihr Vorkommen in der südostasiatischen Inselwelt auf Sumatra, gegenüber der Malaiischen Halbinsel, dem südöstlich anschließenden Java, der in nordwestlicher Richtung Sumatras liegenden Insel Nias und der indonesischen Hauptinsel Borneo im Norden nachgewiesen, wobei das Sultanat Brunei besonders hervorzuheben gilt. Die „echte“ Orchideenmantis weist in Bezug auf Süd- bis Südwest-Thailand, die Malaiische Halbinsel und die Inseln Sumatra, Java und Borneo eine syntope Ausbreitung gegenüber der Gelben Orchideenmantis (Helvia cardinalis) auf. Damit ist das dortige Auffinden von Hymenopus coronatus im Umkreis der bestätigten Fundorte von Helvia cardinalis nicht unwahrscheinlich. Weitere Berichte geben über Lebensräume auf Ambon in den Molukken und Sumba bei Sulawesi Auskunft. Westlich wird ihr Areal durch Südchina und die Philippinen begrenzt.

## Lebensweise

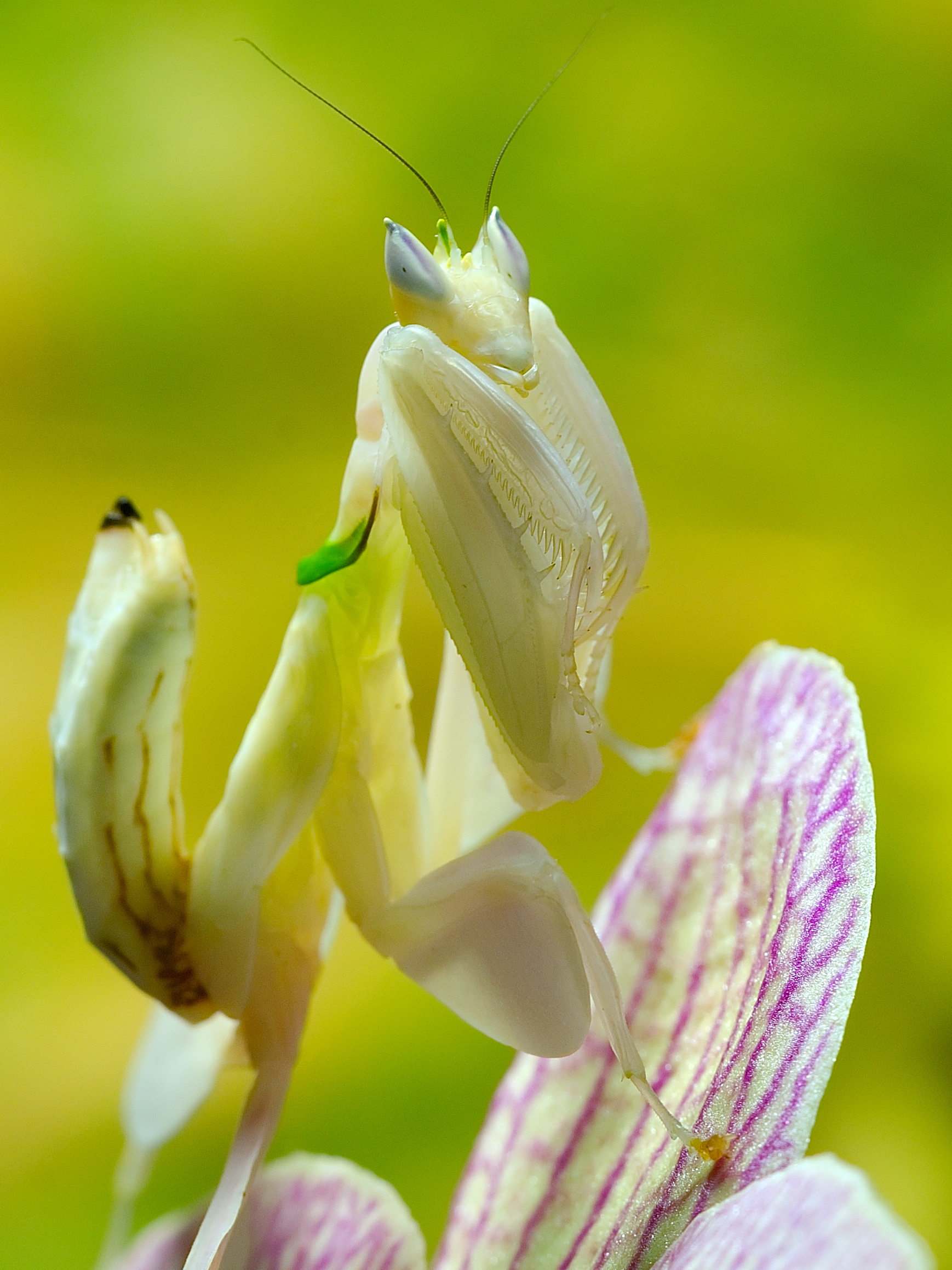
Jungtier

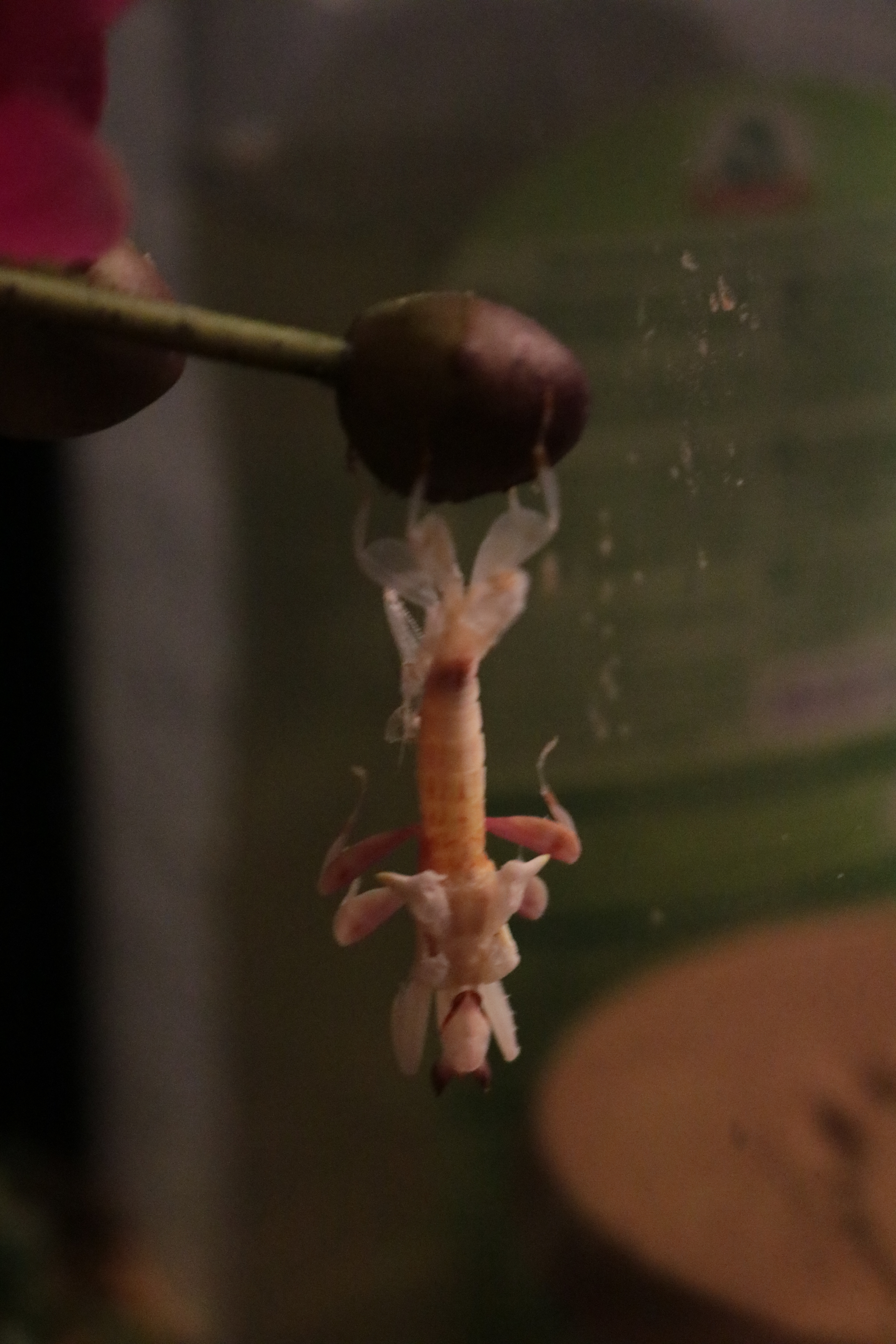
Männchen während der Adulthäutung, sichtbar sind die noch nicht ausgebreiteten Flügel.

Nach ihrer letzten Häutung erreicht die Orchideenmantis das Erwachsenenstadium und zeigt eine weiße Färbung. Spätestens dann suchen die Tiere Blütenpflanzen, vorzugsweise Orchideen auf, um dort auf Beute zu lauern. Durch ihre gute Tarnung werden sie von Insekten wie Schmetterlingen, Fliegen, Wanzen und Käfern nicht erkannt und können mithilfe ihrer kräftigen Fangarme auch wehrhafte Insekten wie Bienen und Wespen überwältigen. Den schwarzen Punkt auf dem Hinterleib halten kleine Fliegen oft irrtümlich für einen fressenden Artgenossen und werden auf diese Weise angelockt. Diese kleinen Fliegen locken in Folge größere Fliegen an, die ganz oben auf dem Speiseplan der Orchideenmantis stehen. Es kann aber auch vorkommen, dass sie sich an weiter entfernte Insekten mit ihren typischen, leicht schwingenden Bewegungen heranschleichen. Im Gegensatz zu anderen Fangschreckenarten brauchen die Männchen nicht nur eine, sondern zwei Häutungen weniger als die Weibchen und sind daher nicht nur um einiges kleiner, sondern auch wesentlich früher geschlechtsreif. Dies verhindert eine Inzucht, worauf Hymenopus coronatus empfindlich reagiert.
Der Lebenszyklus dieser Spezies beläuft sich auf vier bis sechs Monate bei männlichen Tieren. Eine weibliche Orchideenmantis kann bis zu acht Monate alt werden.

## Fortpflanzung

### Paarung
Nach der letzten Häutung (Imaginalhäutung) brauchen die Männchen eine, die Weibchen ca. zwei Wochen, bis sie zur Paarung bereit sind. Die männlichen Tiere fliegen dann zur Paarungssuche vorwiegend abends und morgens im Laubwerk umher und orientieren sich mithilfe ihrer gut entwickelten Fühler an Lockstoffen, welche die Weibchen bei Geschlechtsreife verbreiten. Die Annäherung ist für das Männchen riskant, da es vom Weibchen manchmal nicht als Geschlechtspartner erkannt und angegriffen wird. Viele Männchen schleichen sich unbemerkt an das Weibchen heran und springen dann schnell auf, wobei sie mit ihren Fühlern hektisch den Prothorax des Weibchens betasten. Befinden sie sich erst mal auf dem Rücken der Partnerin, kann diese sie mit den Fangarmen nur schwer erreichen. Die Kopulation dauert wie bei den meisten Fangschreckenarten sehr lange, aber auch danach bleibt das Männchen noch einige Zeit auf dem Rücken, um eventuelle Konkurrenten abzuwehren. Manchmal „trommelt“ es auch mit den Fangarmen auf den Deckflügeln der Partnerin.

### Eiablage
Nach einer erfolgreichen Verpaarung benötigt das Weibchen zwei bis vier Wochen, um eine Oothek auszubilden. Es hat in dieser Zeit mehr Appetit und ihr Hinterleib schwillt stark an. Zur Eiablage hängt es sich kopfüber an einen stabilen Ast und drückt ihr Hinterleibsende an die Rinde. Aus den vergrößerten Anhangsdrüsen ihrer Vulva drückt das Weibchen nun ein Sekret und schäumt dieses durch Hinterleibsbewegungen auf, sodass die für die Oothek typische Isolierschicht entsteht. Diese ist bei Hymenopus coronatus sehr zerbrechlich und dient fast ausschließlich der Tarnung vor Eierräubern. Das Tier formt zuerst eine Art Hohlzylinder, in den sie anschließend in mehreren, von Isolierschaum getrennten Schichten ihre Eier legt. Danach verschließt es das Eipaket mit einer abschließenden Schaumschicht und überlässt die Eier sich selbst.

### Entwicklung
Die Entwicklung der Larven dauert zwischen sechs und acht Wochen. Die aus dem Ei schlüpfenden Jungtiere ähneln den ausgewachsenen Artgenossen kaum, anders als bei hemimetabolen Insekten sonst üblich. Sie sind eher wurmförmig mit enganliegenden kurzen Beinen und überlangen Cerci. Da die Larven sich beim Schlupf durch die Eiermembran und den isolierenden Schaum des Eipaketes zwängen müssen, ist eine gedrungene Gestalt von Vorteil. Wenn die Larve im Inneren des Eies schlupfbereit ist, durchstößt sie mit einem speziellen Eizahn die Außenmembran des Eies, zwängt sich durch die isolierende Schaummasse, welche die Eier umgibt, und „seilt“ sich an ihren sogenannten Cerci, die mit ihren Enden mit dem Eipaket verbunden bleiben, ab. Die Larven hängen nun unter dem Eipaket und häuten sich in dieser Lage sofort. Nach ihrer ersten Häutung haben die Jungtiere nun das für Fangschrecken typische Aussehen, sind aber dunkelrot und schwarz gefärbt. Mit dieser Mimikry ahmen sie wehrhafte Ameisen nach, was sie vor Fressfeinden schützt. Vom Schlupf an sind die Larven auf sich allein gestellt. Sie entfernen sich sofort voneinander und suchen sich geschützte Winkel, wo sie vor Räubern sicher sind. Nach einer weiteren Häutung besitzen sie die großteils weißliche Färbung der erwachsenen Tiere. Diese Färbung absorbiert in unterschiedlichem Maß das UV-Licht und signalisiert bestimmten Insekten, die diese UV-Male wahrnehmen können, das Vorhandensein einer Blüte.

## Haltung im Terrarium
Die Orchideenmantis wird wegen ihres blumenartigen Erscheinungsbildes oft zu den schönsten Mantiden überhaupt gezählt und ist daher ein beliebtes Heimtier in der Terraristik. Für die Haltung der recht anspruchsvollen Art ist allerdings einige Erfahrung notwendig. Grund dafür ist der hohe Bedarf an Wärme und Feuchtigkeit (Letzteres besonders nachts) und die gleichzeitig vorhandene Empfindlichkeit gegenüber Staunässe sowie dem daraus resultierenden Pilzbefall.

## Galerie

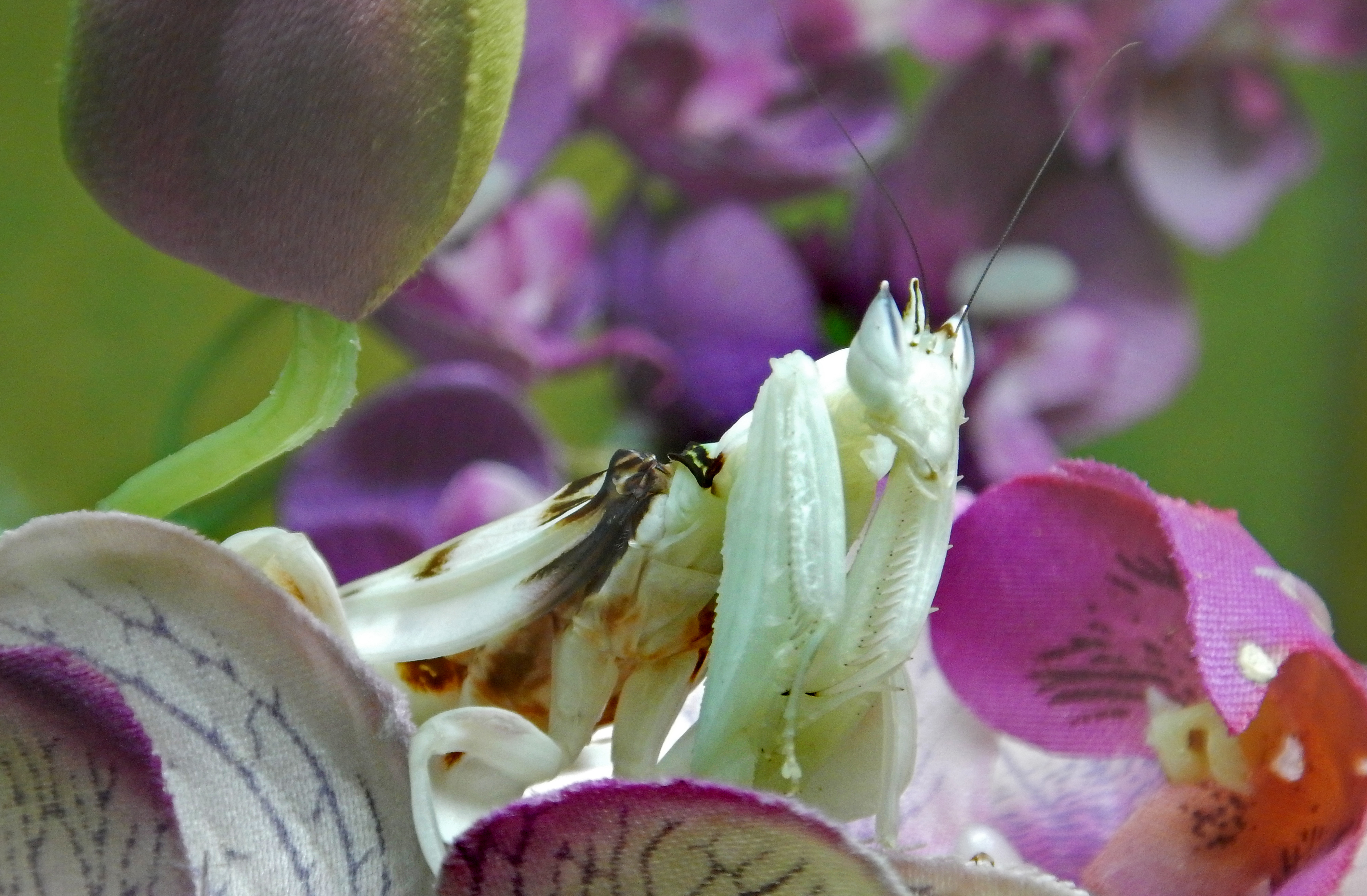
Frontalansicht eines Weibchens
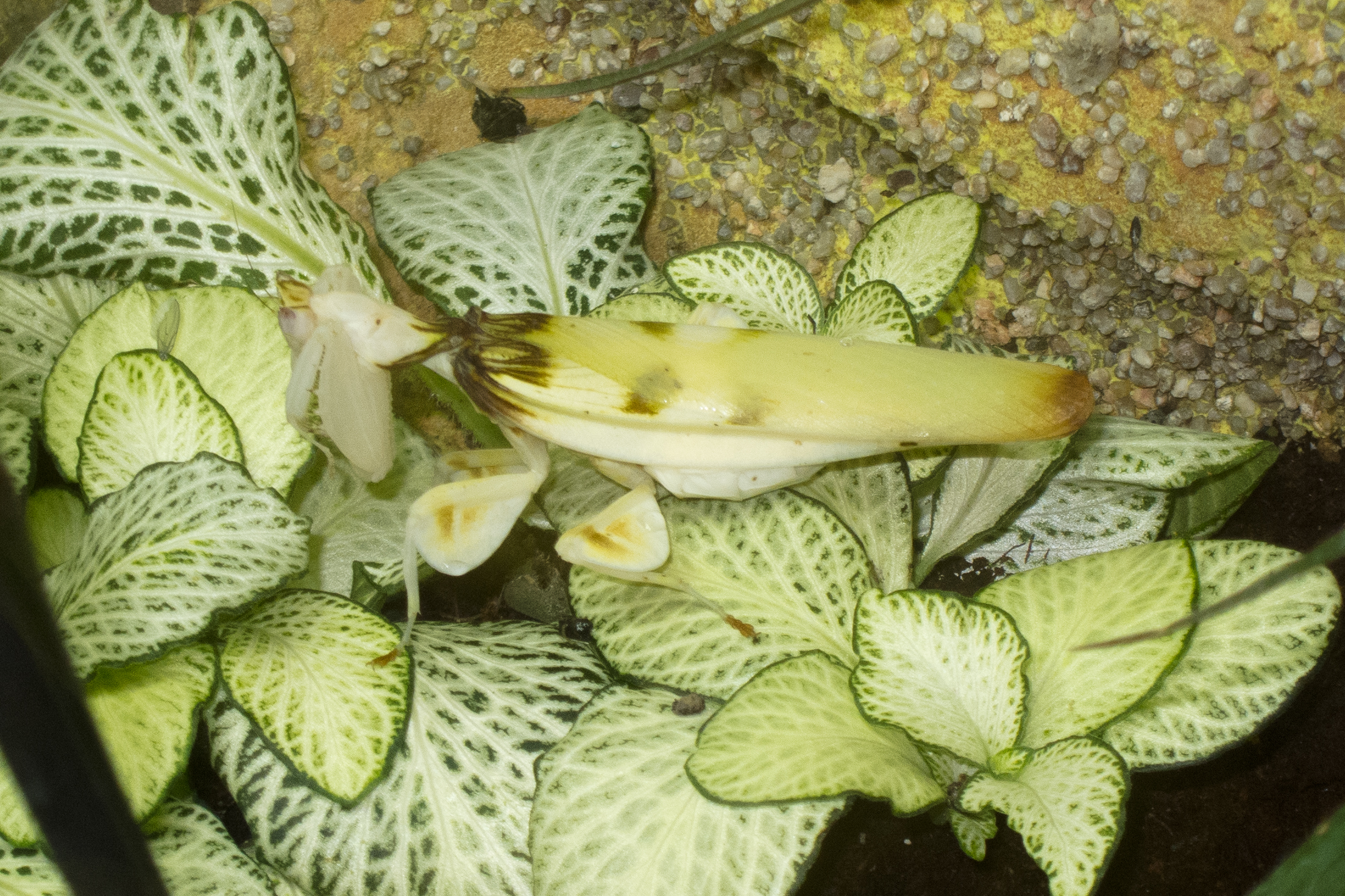
Draufsicht eines Weibchens
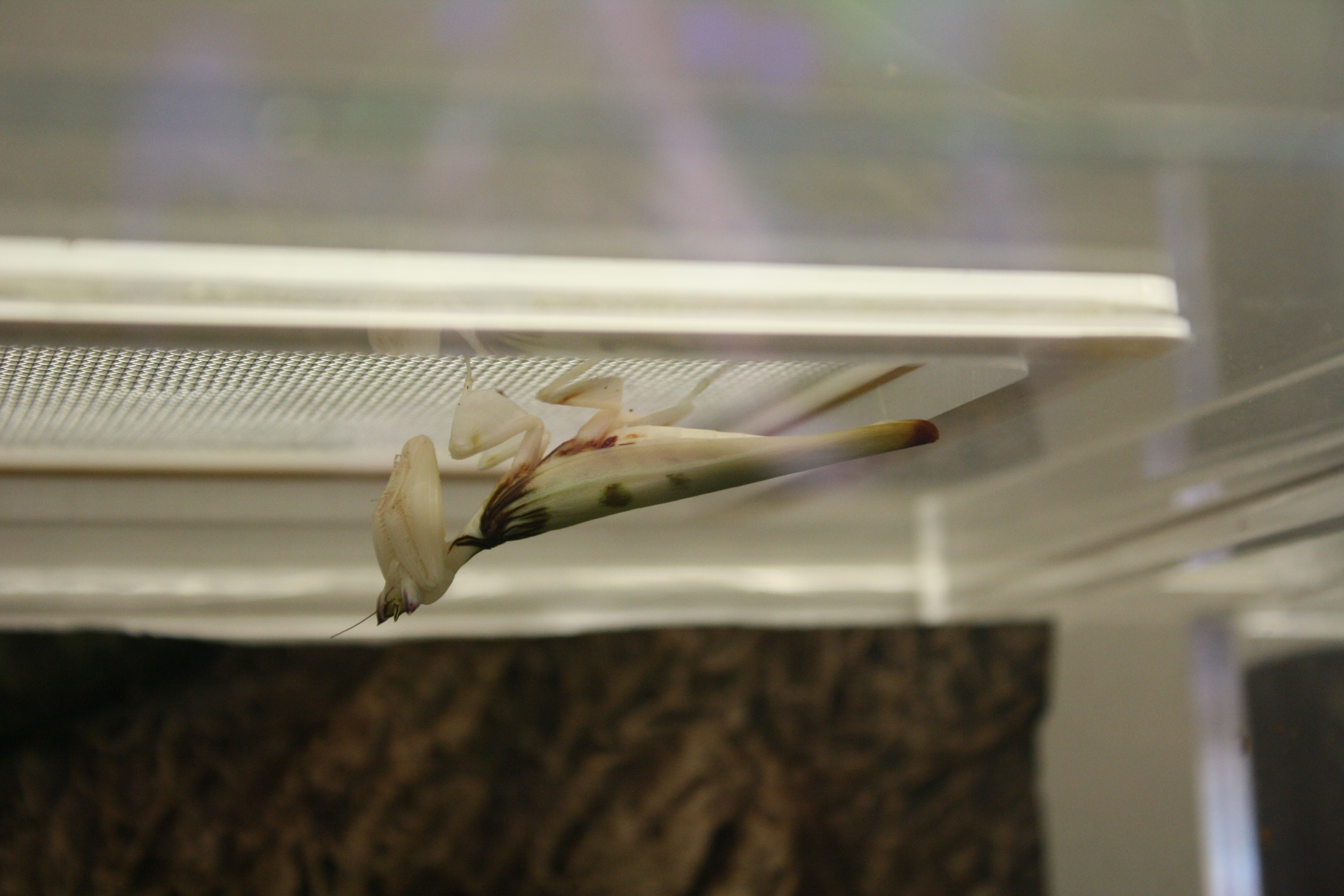
Lateralsicht eines Weibchens
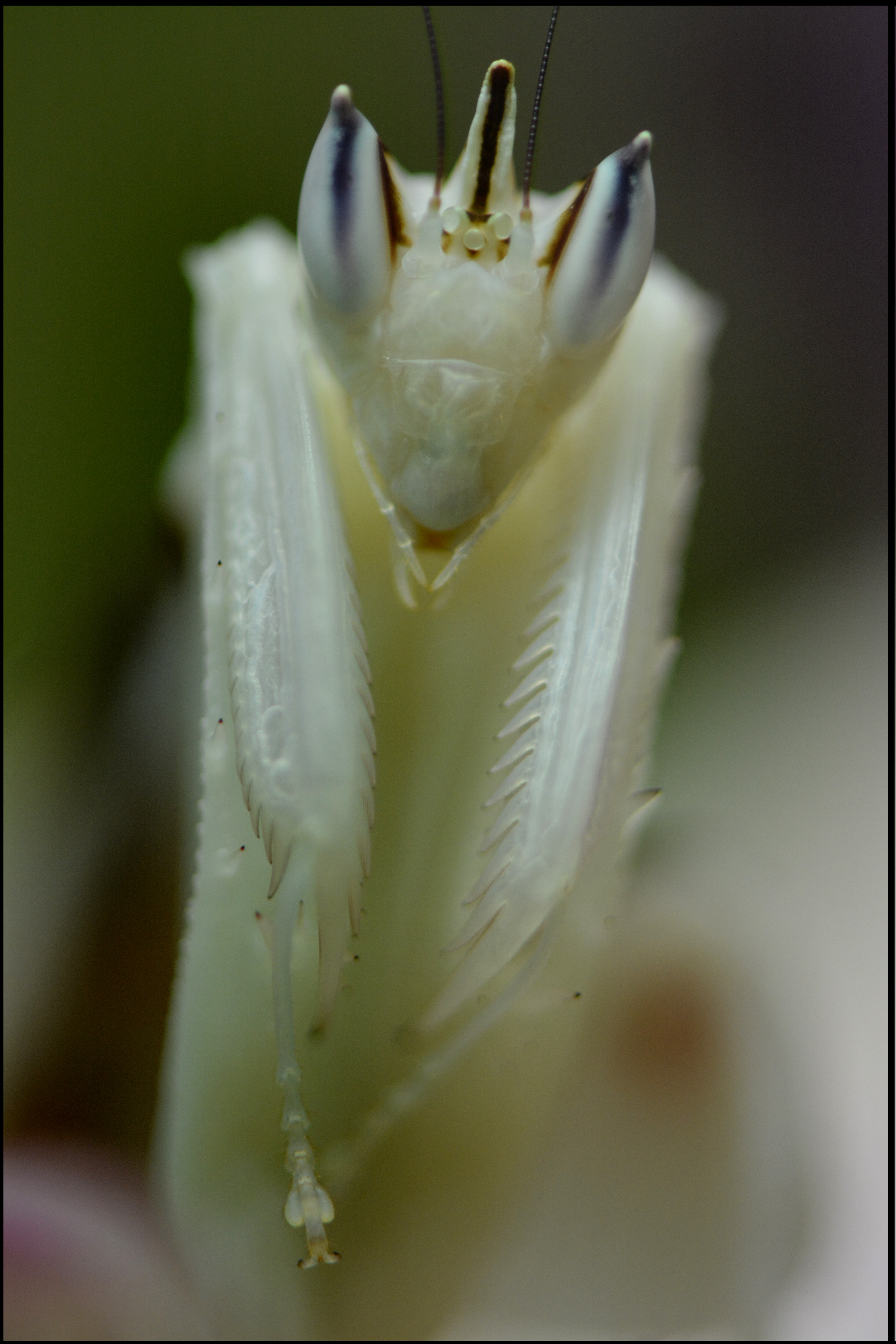
Kopfpartie eines Weibchens
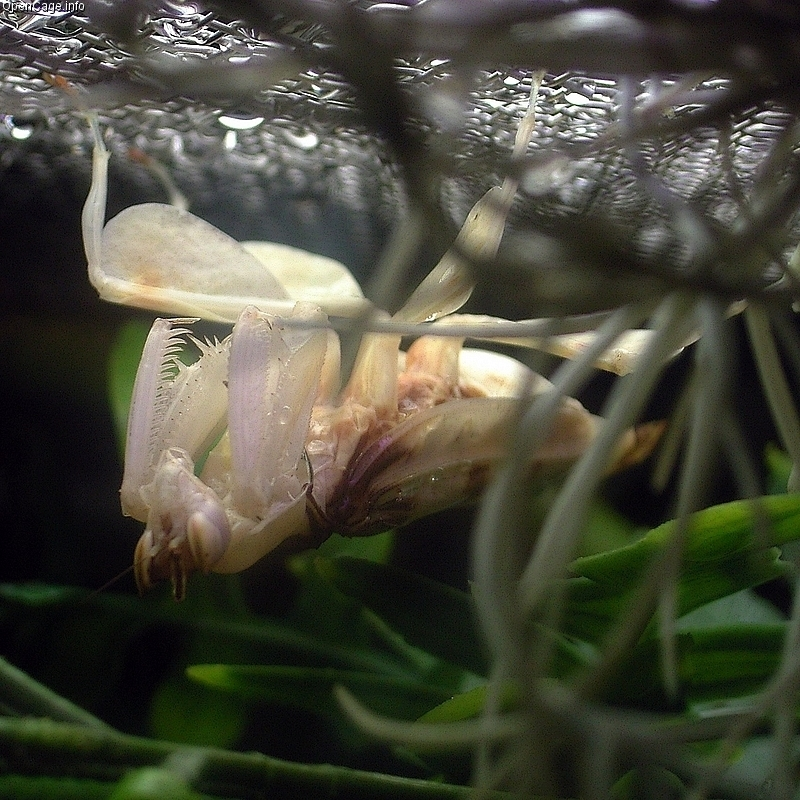
Unterseite eines Weibchens
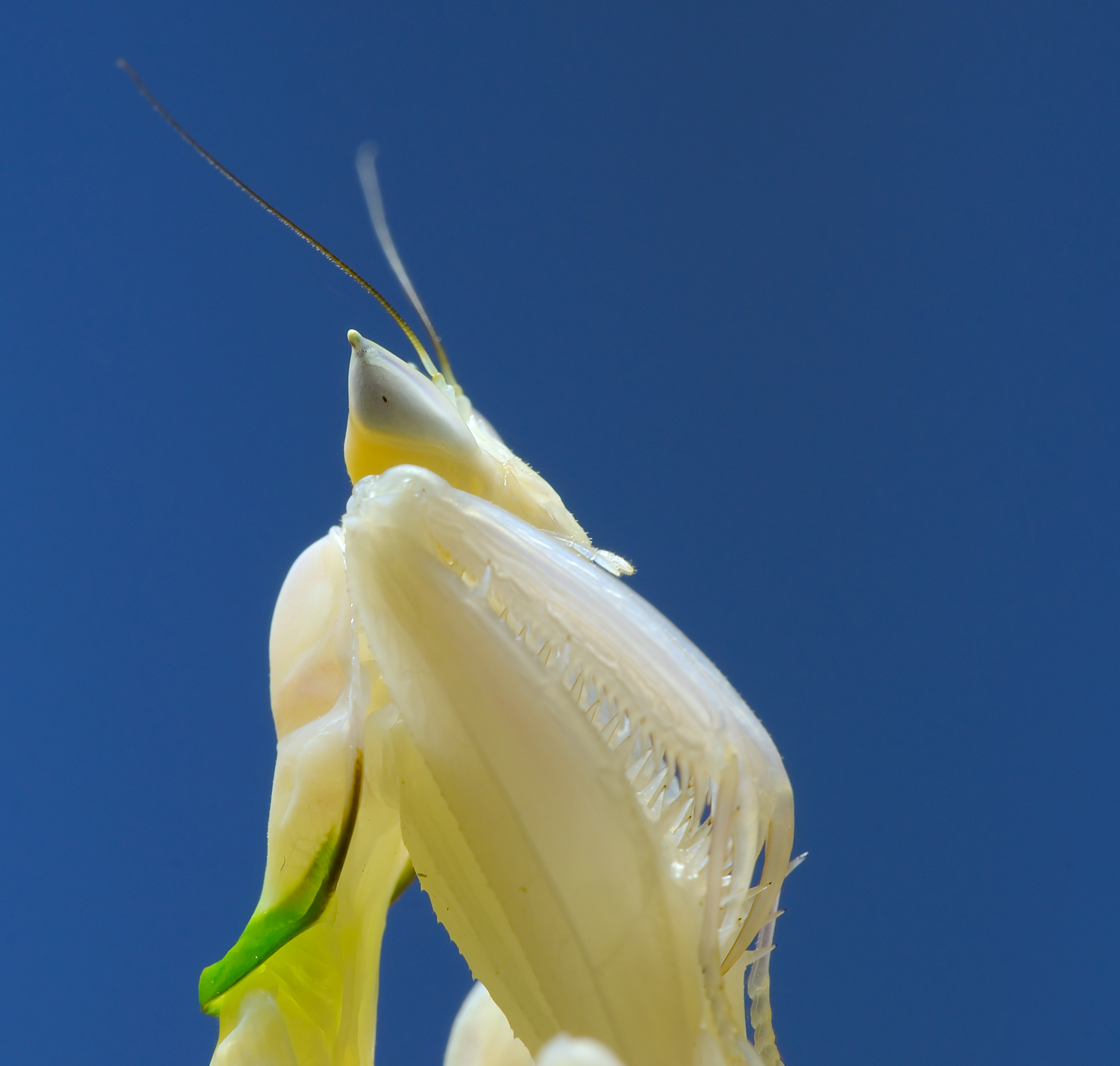
Seitliche Kopfpartie eines Jungtiers
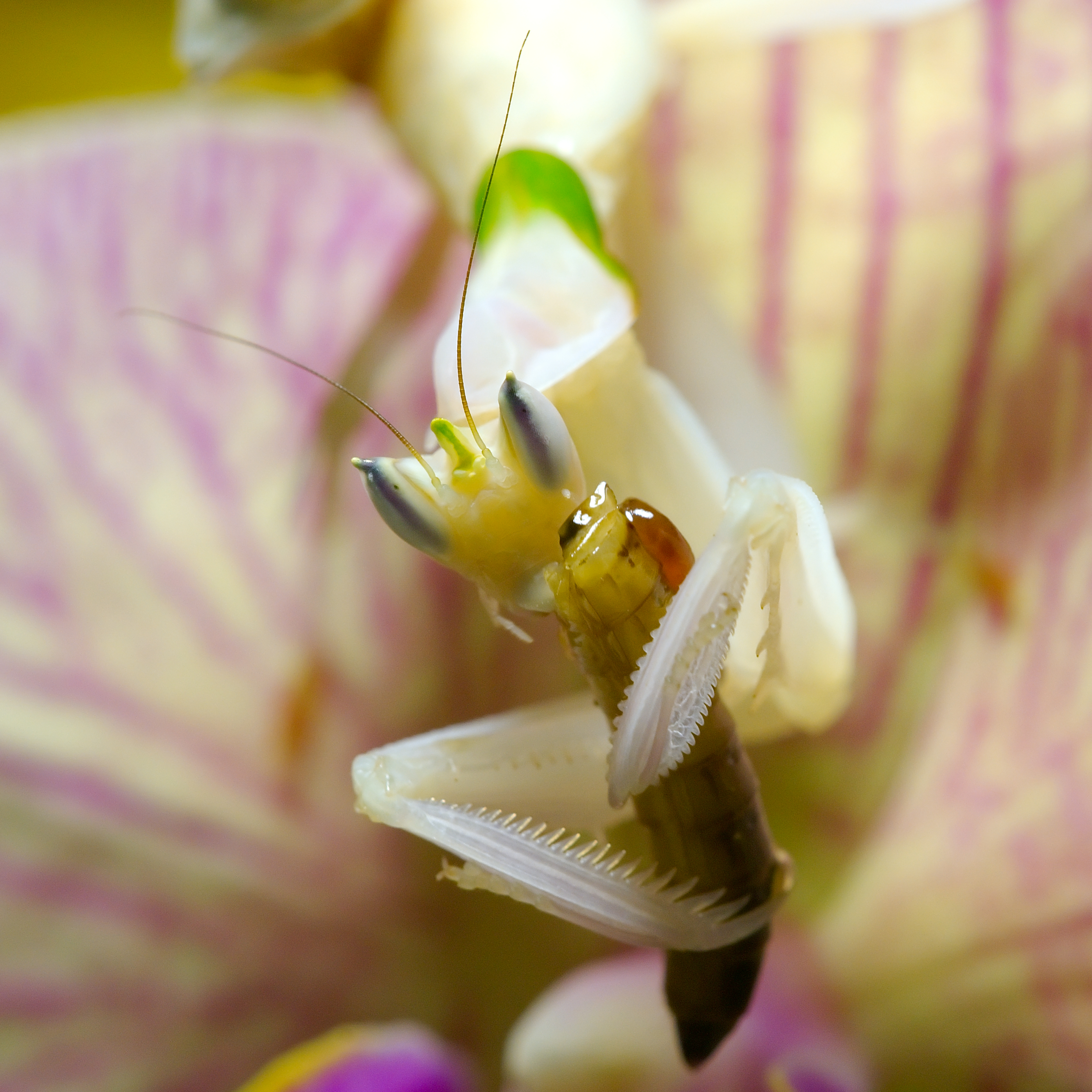
Jungtier mit Beute
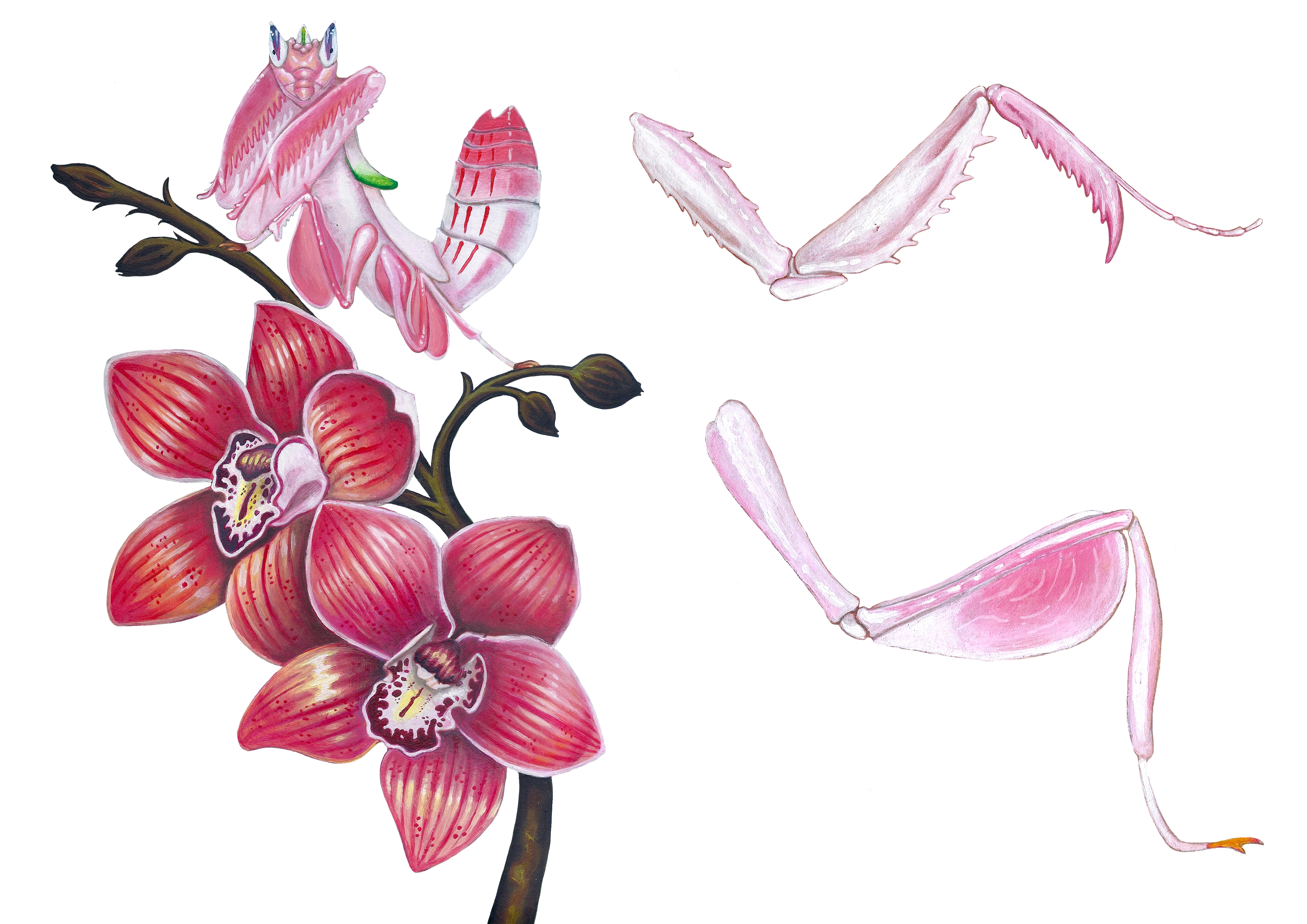
Illustration eines Jungtiers
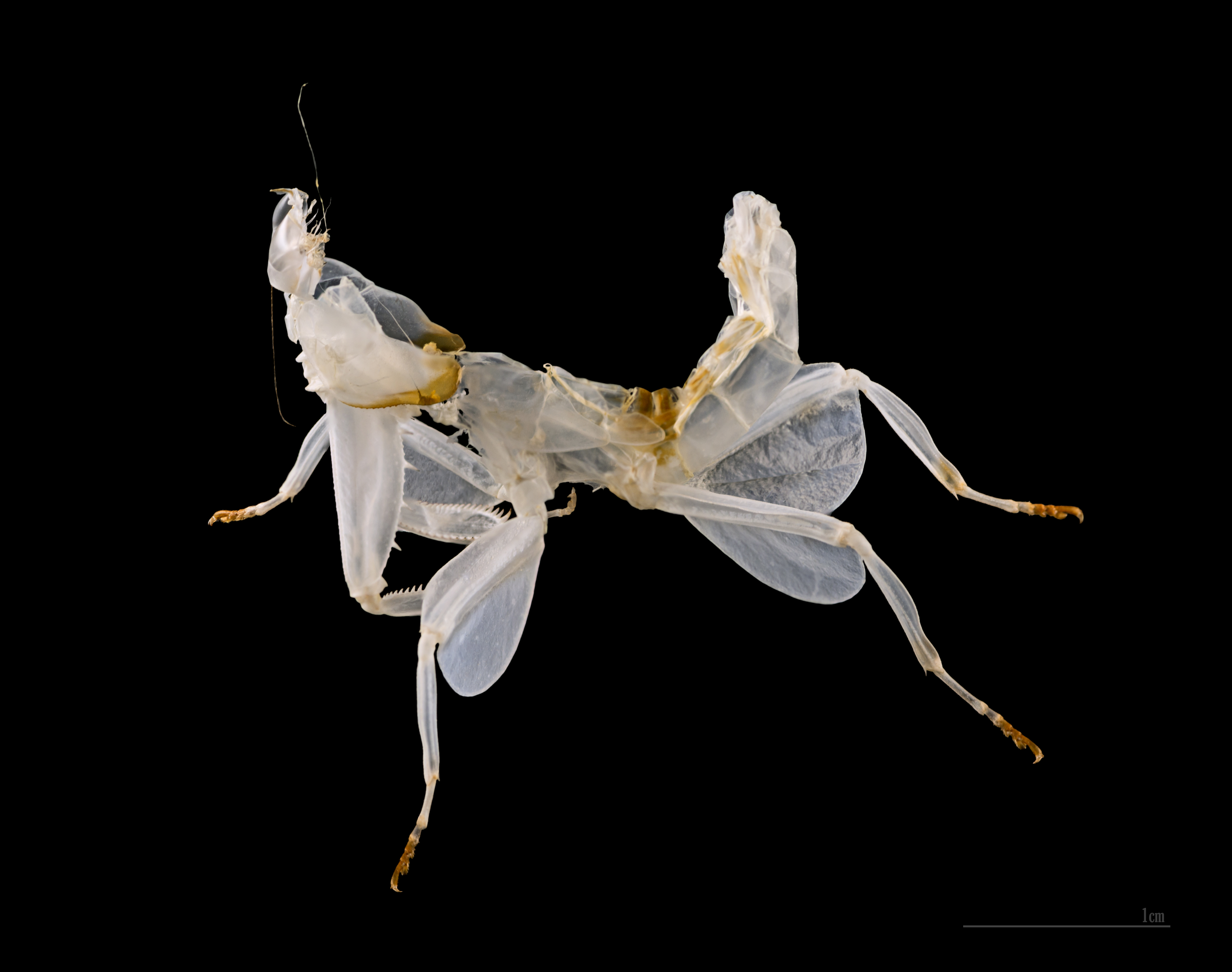
Exuvie
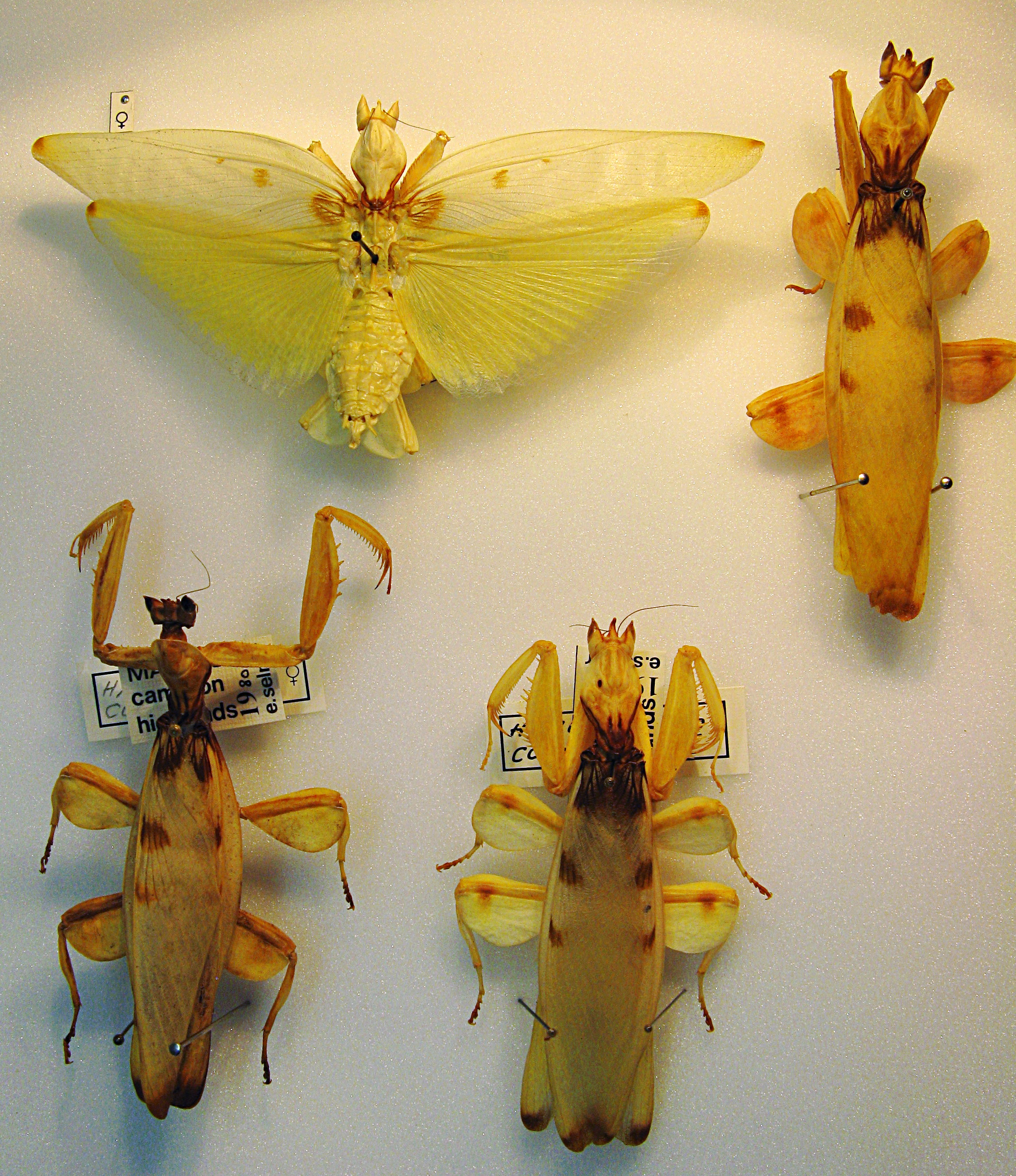
Verschiedene präparierte Exemplare der Orchideenmantis in der Zoologischen Staatssammlung München